# Laurent de Hovynes
Le chevalier Laurent de Hovynes (Hovyne, Hovine) était un jurisconsulte, né à Malines vers 1627 et mort à Bruxelles le 22 mars 1690.

## Biographie
Laurent de Hovynes est le fils de Charles d'Hovyne. Il fit ses études de droit à l'Université de Louvain et l'Université de Dole, dont il sortit docteur en droit.
Il devient conseiller et maître des requêtes au Conseil de Brabant en 1650.
Il est nommé conseiller extraordinaire au Conseil privé en 1655, puis conseiller ordinaire en 1661. Il est nommé conseiller d'État par la suite.
Il est chargé avec Jean-Baptiste de Brouchoven et Jean De Paepe de représenter les intérêts de l'Espagne aux conférences de Lille.

## Littérature
- « Hovynes (Laurent de) », Biographie nationale de Belgique,  Académie royale de Belgique
- Notice dans un dictionnaire ou une encyclopédie généraliste :   - Biographie nationale de Belgique